# Greg Pak
Greg Pak (Dallas, 23 agosto 1968) è un fumettista e regista statunitense.
Lo scrittore è conosciuto per avere scritto le storie su Hulk a partire dal 2006. Lavora alla Marvel Comics dal 2004 e a partire dal 2005 ha un contratto in esclusiva con la Marvel.
I suoi lavori più conosciuti sono Planet Hulk, il crossover World War Hulk, la serie su Ercole Incredible Hercules (scritta assieme a Fred Van Lente) e Magneto: Testamento.

## Filmografia
- Robot Stories (2003)

## Opere
- Warlock (vol. 5) (2004)
- X-Men: Phoenix - Endsong (2005)
- Marvel Nemesis: The Imperfects (2005)
- Iron Man: House of M (2005)
- 1602: New World (2005)
- Amazing Fantasy, n. 15 (vol. 2) (2006)
- Incredible Hulk nn. 92-111 (vol. 3) (2006–2007)
- Battlestar Galactica (2006–2007)
- X-Men: Phoenix - Warsong (2006–2007)
- World War Hulk (2007–2008)
- Incredible Hercules #112-141, con Fred Van Lente (2008–2010)
- World War Hulk: Fratelli di guerra (2008)
- Skaar: Son of Hulk (2008-oggi)
- Magneto: Testamento (2008–2009)
- War Machine, nn. 1-11 (2008-2009)
- Incredible Hulk #601-present (2009-oggi)
- Hercules: Fall of an Avenger nn. 1-2, con Fred Van Lente (2010)
- Heroic Age: Prince of Power nn. 1-4, con Fred Van Lente (2010)
- Weapon H nn. 12, con Mike Deodato Jr. e altri (2018-in corso)